# Alain Moussi
Alain Moussi (Libreville, 29 de marzo de 1981) es un actor, artista marcial y doble de riesgo gabonés-canadiense, reconocido por interpretar el papel principal de Kurt Sloane en las películas Kickboxer: Vengeance y Kickboxer: Retaliation, papel originado por Jean-Claude Van Damme, quien interpreta a su mentor en ambas películas. Como especialista y doble de riesgo ha trabajado en películas como X-Men: días del futuro pasado, Brick Mansions, entre muchas otras. Se ha entrenado en jujutsu, kickboxing, jiu-jitsu brasileño y artes marciales mixtas.

## Filmografía
- Kickboxer: Retaliation (2018)
- Warcraft (2016)
- Street Fighter: Resurrection (2016)[4][5][6][7]
- Kickboxer: Vengeance (2016)
- Only I... (2014)
- Wings of the Dragon (2014)
- Wolves (2014)
- Being Human (2014)
- Pompeii (2014)
- White House Down (2013)
- Transporter: The Series (2012)